# 보스니아 헤르체고비나의 고위대표
보스니아 헤르체고비나의 고위대표는 1995년 12월 14일 보스니아 전쟁을 종식시킨 데이턴 협정에 따라 신설되었다. 

## 상세
고위대표의 목적은 데이턴 협정의 민간 이행을 감독하는 국제 감시자 역할이다. 협정을 위반하는 법률이나 정치인들에 거부권을 행사할 수 있다. 이와 함께 데이턴 협정의 이행에 관련된 국가들을 대표하며, 이들은 평화 이행 위원회를 거쳐서 고위대표를 임명하고 있다. 
역대 고위대표는 유럽연합 국가 출신으로 이뤄졌으며, 고위대표 아래 주요 부 대표들은 미국 출신으로 구성되었다.고위대표 아래 부 고위대표가 존재하며, 이 직책은 브르치코 국제관리자 역할을 겸임한다. 보스니아 헤르체고비나의 고위대표는 광대한 범위의 권한을 갖고 있기에, 총독에 준하는 권위를 갖는다고 평가된다.

## 역대 고위대표

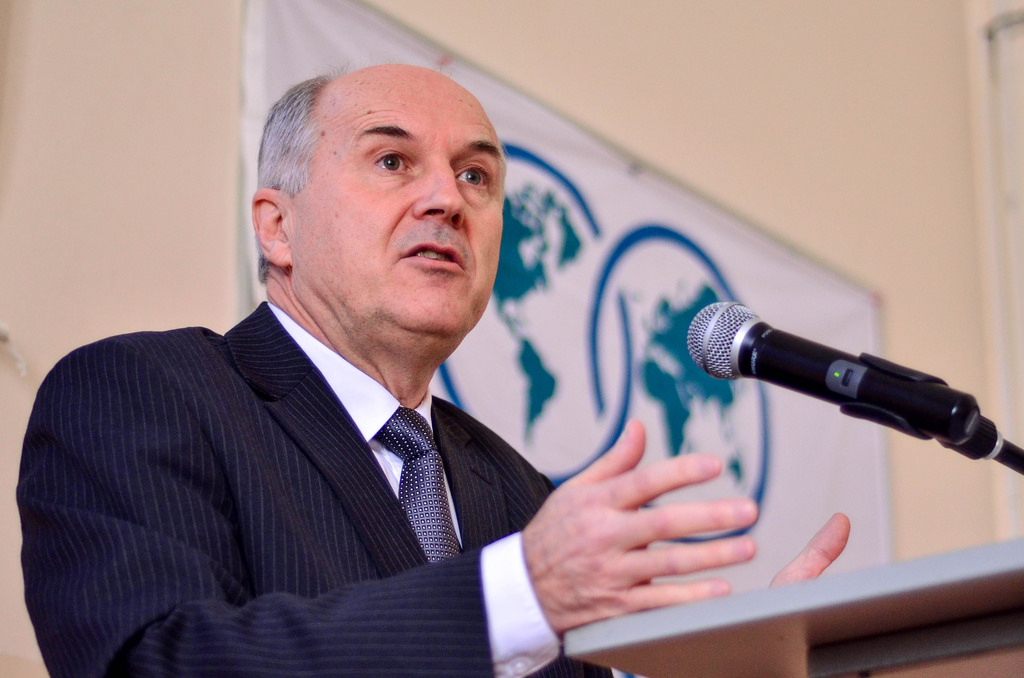
전 고위대표 발렌틴 이즈코

- 칼 빌트
- 카를로스 베스텐도르프
- 볼프강 페트리슈
- 패디 애슈던
- 크리스티안 슈바르츠-쉴링
- 미로슬라브 라이차크
- 발렌틴 이즈코
- 크리스티안 슈미트